# 新疆党参
新疆党参（学名：Codonopsis clematidea）是桔梗科党参属的植物。分布于阿富汗、巴基斯坦、中亚地区、印度以及中国大陆的新疆等地，生长于海拔1,700米至2,500米的地区，常生长在河谷、山地林中以及山溪附近，目前尚未由人工引种栽培。